# El Reparito
El Reparito är en ort i Mexiko.   Den ligger i kommunen Arteaga och delstaten Michoacán de Ocampo, i den södra delen av landet, 300 km väster om huvudstaden Mexico City. El Reparito ligger 276 meter över havet och antalet invånare är 112.
Terrängen runt El Reparito är huvudsakligen kuperad. El Reparito ligger nere i en dal. Runt El Reparito är det mycket glesbefolkat, med 7 invånare per kvadratkilometer. Närmaste större samhälle är Las Cañas, 8,4 km norr om El Reparito. I omgivningarna runt El Reparito växer huvudsakligen savannskog.